# Lebensversicherungsmantel
Ein Lebensversicherungsmantel, auch Vermögensverwaltende Lebensversicherung genannt, ist eine Lebensversicherung, die lediglich als Vertragshülle für die Einbringung von Vermögenswerten des Kunden dient. Durch diese Transaktion wird die Versicherungsgesellschaft juristisch Inhaber dieser Wertpapiere. Ziel dieser Konstruktion ist im Regelfall die Steuervermeidung oder erhöhte Diskretion durch Nutzung des Bankgeheimnisses eines anderen Landes.
Englisch werden diese Konstruktionen auch als insurance wrapper, asset wrapper oder kurz wrapper bezeichnet.
Da die Schweiz nicht, jedoch Liechtenstein zum Europäischen Wirtschaftsraum gehören, welches notwendig für den europaweiten Vertrieb von Versicherungen ist, werden diese Produkte häufig in Liechtenstein vertrieben. Der Vertrieb geschieht auch durch die liechtensteinischen Töchter von Schweizer Banken und Versicherungsunternehmen. Der Vertrieb von Lebensversicherungsmänteln nahm besonders ab 2005 stark zu. So stieg das durch solche Vertragshüllen verwaltete Vermögen der SwissLife von 200 Millionen Schweizer Franken im Jahre 2005 auf 12 Milliarden Schweizer Franken im Jahre 2009.
Im Zusammenhang mit der Diskussion über Steuerhinterziehung nannte der ehemalige schweizerische Preisüberwacher Rudolf Strahm Wrapper-Produkte eine „Schlaumeier-Lösung“, die in ein paar Jahren die Schweiz wieder in politische Bedrängnis bringen würde.
Die KPMG Schweiz wies 2016 darauf hin, dass mit der Einrichtung des globalen Automatischen Informationsaustauschs (AIA) beispielsweise auf deutsche Kunden mit Lebensversicherungsmänteln in der Schweiz erhebliche Steuerrisiken zukommen können. Diese Vereinbarung trat in der Europäischen Union und weiteren Ländern wie Liechtenstein zum 1. Januar 2016 in Kraft, in Österreich und der Schweiz zum 1. Januar 2017. Insgesamt haben sich rund 100 Länder zum  Standard AIA bekannt. Daten werden ab 2017 gesammelt; für 2018 ist ein erster Datenaustausch vorgesehen. Die Meldung der Daten ausländischer Kunden ist für die Schweiz unproblematisch, da ihr vielbeschworenes Bankgeheimnis nur für Schweizer Staatsbürger gilt.